# Finlav
Finlav (Physcia tenella) är en lavart som först beskrevs av Giovanni Antonio Scopoli, och fick sitt nu gällande namn av Augustin Pyrame de Candolle. Finlav ingår i släktet Physcia och familjen Physciaceae.  Arten är reproducerande i Sverige. Inga underarter finns listade i Catalogue of Life.

## Källor

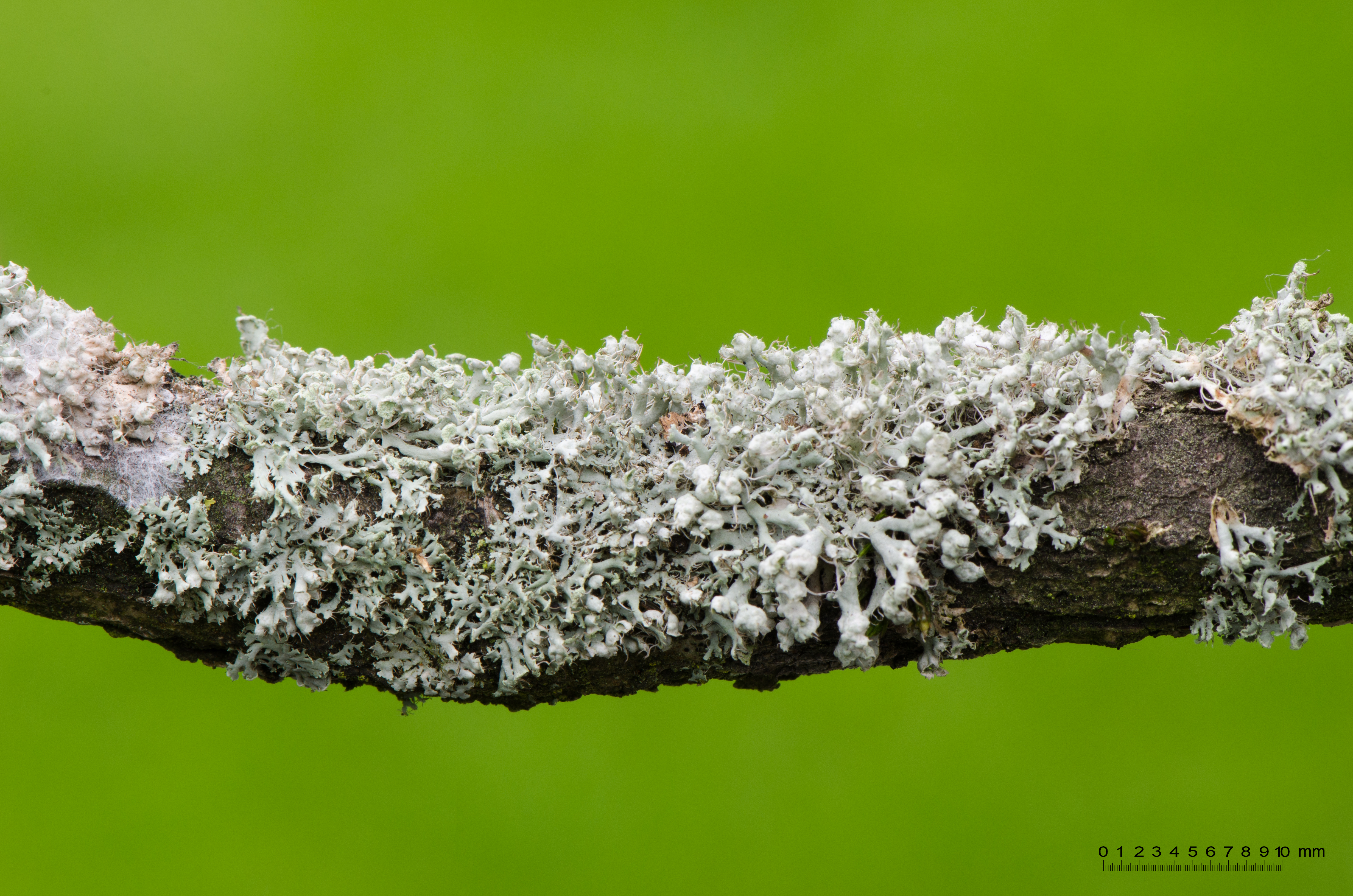
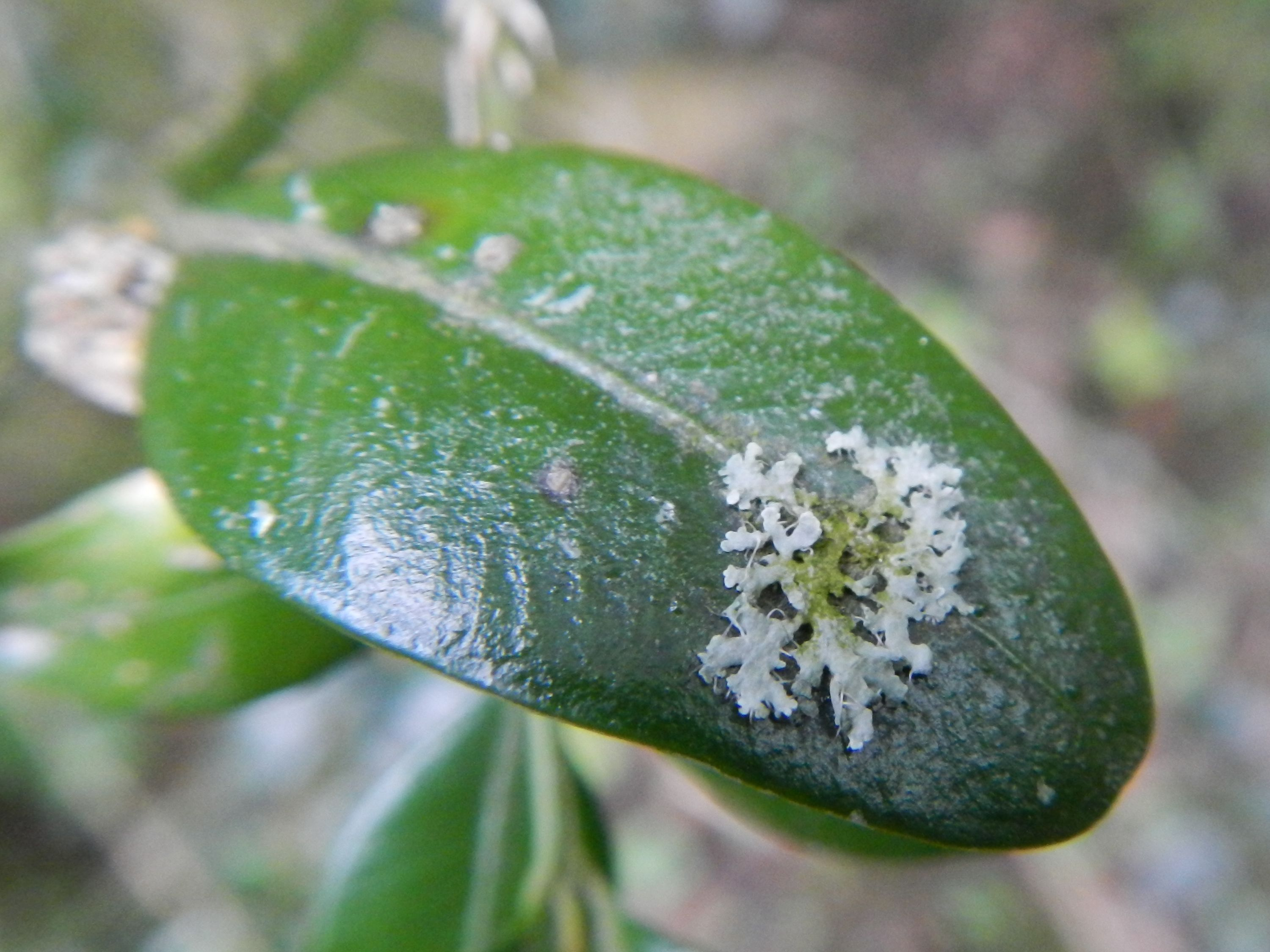
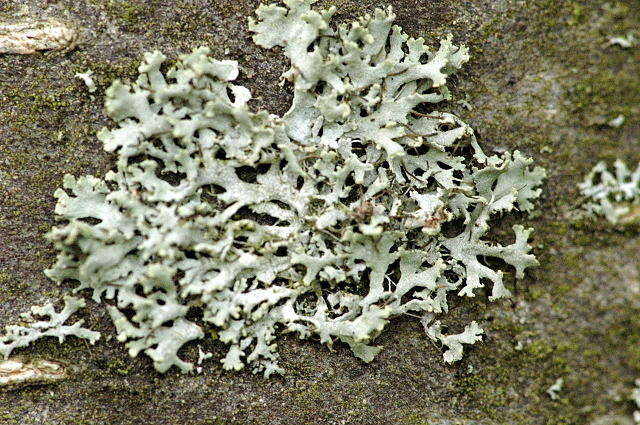
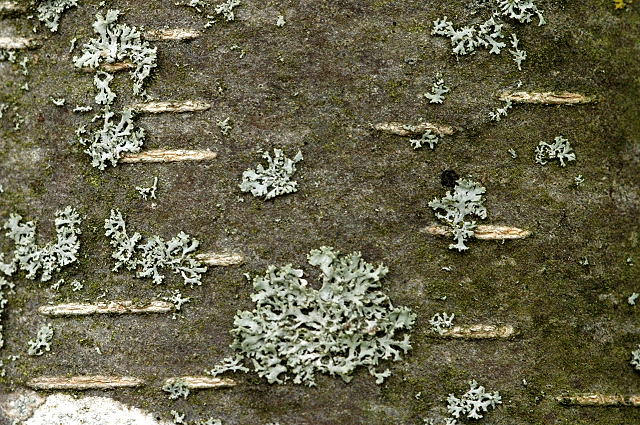